# 京都市立新町小学校
京都市立新町小学校（きょうとしりつ しんまちしょうがっこう）は、京都府京都市上京区中立売通新町西入三丁町にある公立小学校。

## 沿革
- 1993年（平成5年）9月 - 堀川東ブロック3学区統合推進委員会で、小川小学校、中立小学校、滋野学区[注釈 1]の3学区統合が合意される[1]。
- 1994年（平成6年）2月 - 本統合校の名称を「新町小学校」、一次統合校の名称を「小川中立小学校」と決定[1]。
- 1995年（平成7年）4月 - 小川小学校及び中立小学校の統廃合により、一次統合校の小川中立小学校が元小川小学校地に開校[1]。
- 1997年（平成9年）4月 - 3月に閉校した小川中立小学校の通学区域と、滋野学区全域を通学区域とする、京都市立新町小学校が元中立小学校地に開校[2][3]。
- 1998年（平成10年）3月 - 第1回卒業式挙行[3]。
- 2002年（平成14年）
  - 7月 - 第1回学校キャンプ実施[3]。
  - 8月 - 「おやじの会」協力により、動物小屋完成[3]。
  - 11月 - 第1回学校自然観察会実施[3]。
- 2004年（平成16年）6月 - 新町小学校教育後援会発足[3]。
- 2005年（平成17年）6月 - 第1回学校運営協議会総会開催[3]。
- 2006年（平成18年）11月 - 創立10周年記念式典挙行[3]。
- 2009年（平成21年）10月 - 放課後まなび教室開設[3]。
- 2010年（平成22年）1月 - 学校運営協議会創立5周年発表会開催[3]。
- 2015年（平成27年）1月 - 学校運営協議会創立10周年の研究発表会開催[2]。
- 2016年（平成28年）10月 - 創立20周年記念式典挙行[2]。

## 通学区域と進学先中学校
出典

### 通学区域
- 詳細な地域については、下記脚注にある「京都市通学区町名一覧（上京区）」、または「Gaccom京都市立新町小学校（通学区域）」を参照。

### 進学先中学校
公立学校に進学する場合
- 京都市立上京中学校

## 周辺
- 上京税務署 - 敷地が隣接。
- 京都市立上京中学校 - 新町通（京都市道）をはさんで、敷地が隣接。また、主な進学先中学校でもある。
- 京都ブライトンホテル - 中立売通り（京都市道）をはさんで、敷地が隣接。
- 正念寺
  - 周辺には、「正念寺」以外の寺院も点在する。
- 京都美山高等学校
- 社会福祉法人花立かがやき会中立保育園 - 進学前保育園のひとつ。
- 文化と産業の交流拠点
- 京都府立府民ホール アルティ
- 京都御所

## アクセス
- 京都市営バス「51号系統」で、「烏丸一条」停留所下車後、
  - 京都市役所前・四条河原町経由三条京阪行のりばから、徒歩約375m・約6分。
  - 北野天満宮前経由立命館大学前行のりばから、徒歩約365m・約6分。
- 京都市営地下鉄烏丸線今出川駅（出口6）から、徒歩約695m・約11分。